# 요시다 아키미
요시다 아키미(일본어: 吉田秋生, 1956년 8월 12일 ~ )는 일본의 여성 만화가이다. 도쿄도 시부야구 출신으로 무사시노 미술대학을 졸업했다. 1977년 《조금 불가사의한 하숙인》으로 활동을 시작해, 1983년 《강보다 길고 완만하게》 및 《길상천녀》로 제29회 쇼가쿠칸 만화상을, 2001년에 《YASHA -야차-》로 제47회 쇼가쿠칸 만화상을 수상했다. 《월간 플라워스》(쇼가쿠칸)에서 《바닷마을 다이어리》를 부정기 연재하고 있다.

## 작품 목록
- 《조금 불가사의한 하숙인》 (1977년)
- 《자시키와라이》 - 1991년 후지 TV 기묘한 이야기에서 드라마화.
- 《악마와 아가씨》
- 《캘리포니아 이야기》 (1978년 ~ 1981년) - 2008년 연극화.
- 《꿈의 동산》 (1983년) - "캘리포니아 이야기" 번외편
- 《길상천녀》 (1983년 ~ 1984년) - 2006년 TV 아사히에서 드라마화. 2007년 영화화.
- 《꿈꿀때를 지나쳐도》 (1983년)
- 《강보다 길고 완만하게》 (1983년)
- 《Bobby 's Girl》 (1985년)
- 《벚꽃 동산》 (1985년 ~ 1986년) - 1990년, 2008년 영화화.
- 《바나나 피쉬》 (1985년 ~ 1994년) - 2005년, 2009년 연극화.2018년 애니메이션화.(번외편 제외)
- 《무적의 라이센스》 (1989년)
- 《하나코게키》 (1993년)
- 《PRIVATE OPINION》 (1995년) - "바나나 피쉬" 번외편
- 《여우비》 (1995년)
- 《러버스 키스》 (1995년 ~ 1996년) - 2002년 영화화.
- 《YASHA -야차-》 (1996년 ~ 2002년) - 2000년 TV 아사히에서 드라마화. 바나나피쉬와 크로스 오버
- 《이브의 잠》 (2004년)- "YASHA-야차-"의 변외편
- 《바닷마을 다이어리》 (2006년 ~ 2018년) - 2015년 영화화.
- 《요시다 아키미 The Best Selection》 (2007년)
- 《요시다 아키미 The Best Selection 2》 (2009년)
- 《우타강의시간》 (2020년 ~)